# Mahuagarhi
Mahuagarhi és el puig més alt de la serralada situada a Jharkhand, Índia, coneguda principalment pel seu nom, a la divisió de Santal Parganas. La serralada té una altura mitjana de menys de 500 metres i deixa nombroses derivacions als seus flancs. Una part és una plana de considerable extensió on al segle xix es va proposar construir un sanitari, que mai es va fer.